# Al Ordoniyah
Al Ordoniyah, également appelée Télé-Jordanie (en arabe : الأردنية ) est le nom de la version satellitaire des chaînes de télévision publiques jordanienne JRTV 1 et JRTV 2 (Société radiodiffusion-télévision jordanienne)
Elle reprend l'essentiel des programmes des trois chaînes nationales publiques, à l'exception des films et de certaines séries dont elle ne possède pas les droits de diffusion pour l'international.
Ouvrant son antenne par l'hymne national et la lecture de versets coraniques, elle diffuse principalement des émissions de divertissement, des séries arabes, des débats et des bulletins d'information.
Diffusant majoritairement en langue arabe, certaines émissions sont néanmoins en langue anglaise ou en langue française. La chaîne diffuse quotidiennement un flash d'information dans ces deux langues.